# Gorjuše
Gorjuše é uma vila localizada no município de Bohinj na Eslovênia. Possuía uma população estimada de 137 habitantes em 2020.